# Donald Robert Hamann
Donald Robert Hamann (* 16. Mai 1939 in Valley Stream, New York) ist ein US-amerikanischer Physiker.
Hamann studierte Elektrotechnik am Massachusetts Institute of Technology mit dem Bachelor-Abschluss 1961 und der Promotion als Elektroingenieur 1965. Er war 1964/65 im Forschungslabor der Ford Motor Company in der theoretischen Abteilung und ab 1965 wissenschaftlicher Angestellter der Bell Laboratories in der Abteilung Oberflächenphysik. 1978 bis 1981 leitete er dort die theoretische Abteilung und ab 1981 die Abteilung Oberflächenphysik. Seit 2001 ist er Gastprofessor an der Rutgers University.
1979 erhielt er zusammen mit Joel Appelbaum den Davisson-Germer-Preis für die „bahnbrechende Untersuchung der elektronischen Struktur von Halbleiter-Oberflächen“.